# Paser (maire de Thèbes)
Pour les articles homonymes, voir Paser.
Paser est maire de Thèbes sous le roi Ramsès III à la XXe dynastie. Sa femme s'appelle Tity.
Jusqu'à présent, Paser n'est connu que par les blocs décorés de sa chapelle funéraire. Les vestiges de la chapelle funéraire ont été découverts à l'ouest de Médinet Habou, le temple mortuaire de Ramsès III. On y a construit plusieurs chapelles en briques crues, autrefois pavées à l'intérieur de dalles de pierre décorées. Ces chapelles appartenaient aux plus hauts fonctionnaires qui avaient l'honneur d'avoir une chapelle funéraire proche de celle du roi. Cependant, très tôt, les chapelles ont été détruites et les blocs ont été utilisés pour d'autres projets de construction. Un grand nombre de blocs provenant de la chapelle de Paser ont été retrouvés comme pavement à la porte fortifiée occidentale et ont été réutilisés dans les tombes autour de la porte, après sa destruction. Bien que les scènes ne soient pas complètes, on a trouvé suffisamment de blocs pour reconstruire au moins quelques murs. Le premier montre des scènes de la vie officielle de Paser. Il y apparaît également avec plusieurs titres, comme celui de « maire de la ville » (la ville fait référence à Thèbes), de « chef de fête d'Amon » ou d'« intendant de la ville ». Un autre mur montre des scènes religieuses, comme la fête de Sokar et le voyage de la barque Mésektet.